# Bredene Koksijde Classic
La Bredene Koksijde Classic, anomenada Handzame Classic fins al 2018, és una competició ciclista belga que es disputa a la província de Flandes Occidental. L'arribada de la cursa es troba a Handzame. La primera edició es va disputar el 2011, i des del primer moment ha format part de l'UCI Europa Tour, amb una categoria 1.1.

## Palmarès

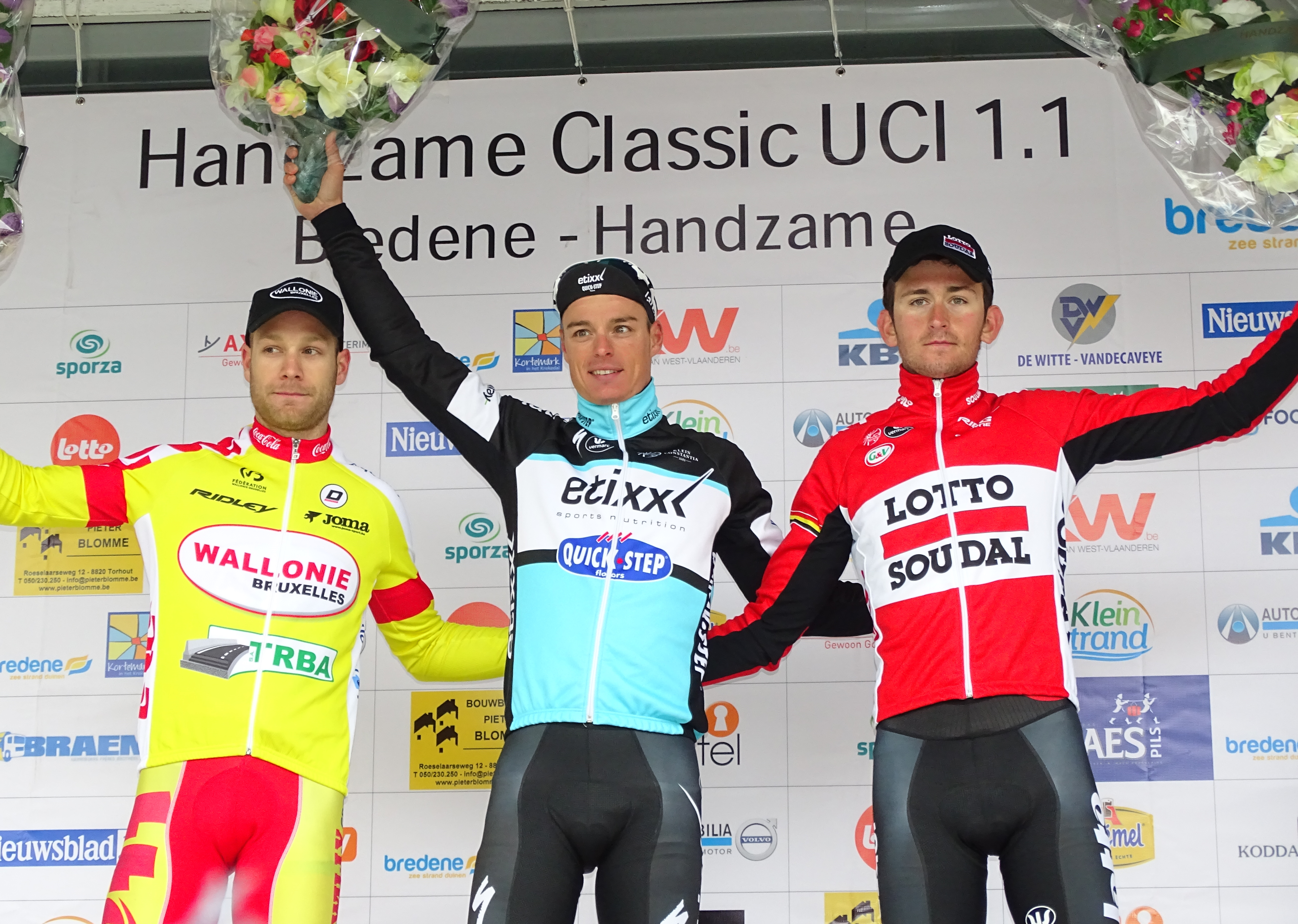
Handzame Classic 2015 : Antoine Demoitié (2), Gianni Meersman (1) & Tiesj Benoot (3).

| Any                      | Vencedor             | Segon                | Tercer              |         |
| ------------------------ | -------------------- | -------------------- | ------------------- | ------- |
| Handzame Classic         |                      |                      |                     |         |
| 2011                     | Steve Schets         | Kenny van Hummel     | Niko Eeckhout       |         |
| 2012                     | Francesco Chicchi    | Marcel Kittel        | Adam Blythe         |         |
| 2013                     | Kenny Dehaes         | Kenny van Hummel     | Danny van Poppel    |         |
| 2014                     | Luka Mezgec          | Theo Bos             | Edward Theuns       |         |
| 2015                     | Gianni Meersman      | Antoine Demoitié     | Tiesj Benoot        |         |
| 2016                     | Erik Baška           | Dylan Groenewegen    | Gianni Meersman     |         |
| 2017                     | Kristoffer Halvorsen | Adam Blythe          | Kenny Dehaes        |         |
| 2018                     | Álvaro Hodeg Chagui  | Kristoffer Halvorsen | Pascal Ackermann    |         |
| Bredene Koksijde Classic |                      |                      |                     |         |
| 2019                     | Pascal Ackermann     | Kristoffer Halvorsen | Álvaro Hodeg Chagui |         |
| 2020                     | suspesa              | suspesa              | suspesa             | suspesa |
| 2021                     | Tim Merlier          | Mads Pedersen        | Florian Sénéchal    |         |
| 2022                     | Pascal Ackermann     | Hugo Hofstetter      | Tim Merlier         |         |
| 2023                     | Gerben Thijssen      | Pascal Ackermann     | Sam Welsford        |         |
| 2024                     | Luca Mozzato         | Dylan Groenewegen    | Gerben Thijssen     |         |